# Финал сериала
Финал сериала — последняя серия телевизионного сериала.

## Происхождение на телевидении
Большинство ранних телесериалов состояло из отдельных эпизодов, не связанных друг с другом, поэтому не было причин обеспечивать их закрытие. Ранние комедийные сериалы, в которых были специальные финальные эпизоды: «Howdy Doody», «Leave It to Beaver», «Hank» и «The Dick Van Dyke Show». Одним из немногих драматических сериалов, запланированных в этот период, был «Route 66», который завершился в марте 1964 года эпизодом из двух частей, в котором пара философских дрифтеров закончила свое путешествие по Америке, а затем пошла разными путями.
«Финалом сериала, который изобрел современный финал сериала», считается финальный эпизод сериала ABC «Беглец» «Суждение: Часть 2», который привлек 72% зрителей при трансляции. Это оставалось самым высоким процентом зрителей в истории телевидения США до финала телевизионного мини-сериала «Корни», а затем эпизода всемирно известного «Who Shot J.R.?».

## Самые популярные финалы сериала в США
| #  | Год  | Сериал                               | Просмотры |
| -- | ---- | ------------------------------------ | --------- |
| 1  | 1983 | «МЭШ»                                | 105 млн.  |
| 2  | 1993 | «Весёлая компания»                   | 80.4 млн. |
| 3  | 1967 | «Беглец»                             | 78 млн.   |
| 4  | 1998 | «Сайнфелд»                           | 76.3 млн. |
| 5  | 2004 | «Друзья»                             | 52.5 млн. |
| 6  | 1988 | «Частный детектив Магнум»            | 50.7 млн. |
| 7  | 1992 | «Шоу Косби»                          | 44.4 млн. |
| 8  | 1979 | «Все в семье»                        | 40.2 млн. |
| 9  | 1989 | «Семейные узы»                       | 36.3 млн. |
| 10 | 1999 | «Большой ремонт»                     | 35.5 млн. |
| 11 | 2004 | «Фрейзер»                            | 33.7 млн. |
| 12 | 1991 | «Даллас»                             | 33.3 млн. |
| 13 | 2005 | «Все любят Рэймонда»                 | 32.9 млн. |
| 14 | 1994 | «Звёздный путь: Следующее поколение» | 31 млн.   |
| 15 | 1975 | «Дымок из ствола»                    | 30.9 млн. |
| 16 | 1984 | «Счастливые дни»                     | 30.5 млн. |
| 17 | 1992 | «Золотые девочки»                    | 27.2 млн. |
| 18 | 1995 | «Полный дом»                         | 24.3 млн. |
| 19 | 1988 | «Сент-Элсвер»                        | 22.5 млн. |
| 20 | 1992 | «Секретный агент Макгайвер»          | 22.3 млн. |